# Henry Warburton
Henry Warburton (12 novembre 1784 - 16 septembre 1858) est un marchand et homme politique anglais, et aussi un scientifique amateur enthousiaste.
Élu député de Bridport, Dorset, aux élections générales de 1826  il occupe le siège pendant 15 ans jusqu'à sa démission de la Chambre des communes en 1841 . Il est réélu aux Communes lors d'une élection partielle en novembre 1843, pour Kendal, mais n'a pas cherché à être réélu en 1847 .
Au Parlement, il est actif dans la réforme de la faillite, l'abrogation du droit de timbre sur les journaux, l'introduction du penny post et dans les campagnes de l'Anti-Corn Law League.

## Jeunesse
Fils de John Warburton d'Eltham, Kent, marchand de bois, il fait ses études au Collège d'Eton et au Trinity College de Cambridge  où il est admis le 24 juin 1802, à l'âge de 18 ans. Il est dans la première classe des examens du collège comme étudiant de première année en 1803, et comme junior soph en 1804. Il est admis comme étudiant le 13 avril 1804, obtient son baccalauréat en 1806, et fait sa maîtrise en 1812. George Pryme le connaissait à ses débuts, et Bernal et Pryme sont plus tard ses collègues en politique.
Pendant quelques années après avoir quitté l'université, Warburton est engagé dans le commerce du bois à Lambeth, mais son goût pour la science et la politique le conduisent finalement à abandonner le commerce. Il est élu membre de la Royal Society le 16 février 1809. William Hyde Wollaston est son ami le plus proche et, à l'automne 1818, ils font une tournée ensemble sur le continent. Lorsque Michael Faraday souhaite devenir FRS, Warburton présente des objections à son élection, pensant qu'il avait, dans une affaire, traité Wollaston injustement. Une correspondance s'est ensuivie et ces objections ont été dissipées.
Warburton est également membre du Club d'économie politique depuis sa fondation en 1821 jusqu'à sa mort, posant devant lui le 13 janvier 1823 la question «dans quelle mesure les loyers et les bénéfices sont affectés par la dîme». David Ricardo est l'un de ses amis et mentionne souvent Warburton dans ses lettres à Malthus. Le «philosophe Warburton», comme on l'appelait, est l'un des principaux partisans d'Henry Brougham lors de la fondation de l'Université de Londres et est membre de son premier conseil en 1827.

## Carrière politique
Aux élections générales de 1826, Warburton est élu au Parlement comme député radical de l'arrondissement de Bridport dans le Dorset, prononçant son premier long discours le 30 novembre sur les biens étrangers, et est réélu en 1830, 1831, 1833, 1835, 1835, 1837 et 1841, toutes les élections après le projet de loi de réforme étant fortement contestées. Le 8 septembre 1841, il démissionne de son siège pour cette circonscription au motif qu'une pétition aurait «prouvé une corruption grave contre son collègue» dans laquelle son propre agent aurait été impliqué. Il s'est avéré par la suite qu'avant l'adoption du projet de loi réformiste, il a lui-même versé de grosses sommes d'argent à certains électeurs. La question de savoir si la corruption a été pratiquée à Bridport est renvoyée à un comité restreint, mais rien n'a résulté de ses enquêtes. Warburton est absent de la chambre jusqu'au 9 novembre 1843, date à laquelle il est réélu pour l'arrondissement de Kendal.
À la Chambre des communes, il travaille avec Joseph Hume et, après 1832, trouve de nouveaux collègues avec Charles Buller, George Grote et Sir William Molesworth. Les réformateurs médicaux l'ont choisi comme leur avocat. Il présente le 20 juin 1827, avec le soutien de Robert Peel, une motion pour une enquête sur les fonds et les règlements du College des chirurgiens. Il est président de la commission parlementaire sur l'étude de l'anatomie, qui commence ses travaux le 28 avril 1828 et, après un échec, grâce à l'action de la Chambre des lords, réussit en 1832 à porter un projet de loi sur l'anatomie. Un comité de la profession médicale est nommé le 11 février 1834 et Warburton en devient le président. Il auditionne Astley Paston Cooper, Charles Bell et bien d'autres; mais les conclusions de la commission n'ont pas été soumises au parlement.
Warburton prend une part active en 1831 aux débats sur la faillite. Au début de 1833, il forme un projet avec Grote et John Arthur Roebuck pour établir une société de diffusion des connaissances politiques et morales. Il a l'intention en février 1835 d'organiser une union des Whigs sous Lord John Russell avec les partisans de Daniel O'Connell ; et c'est lui qui envoie à O'Connell un paquet de circulaires de Russell, demandant à ses amis de le rencontrer à la maison de Lord Lichfield à St James's Square, où est conclu le pacte de Lichfield House. Warburton est pour l'abrogation de la taxe sur les journaux et est actif dans les travaux de l'Anti-Corn Law League. Au sein du comité restreint de la Chambre des communes sur les frais de port en 1837, il appuie fermement l'affranchissement du sou .
À la dissolution de 1847, il se retire de la vie politique, déclarant que les réformes qu'il avait à cœur ont été faites. Il meurt au 45 Cadogan Place, Londres, le 16 septembre 1858, à l'âge de 73 ans .